# Компактність струменя
Компактність струменя — у гідродинаміці, показник зміни динамічних та структурних характеристик струменя рідини по його довжині. Компактність струменя характеризується відношенням площі даного перетину струменя до початкового або кутом між зовнішньою поверхнею струменя та горизонтом (кутом розширення струменя). Чим менше ці значення, тим вища компактність і гідромеханічні характеристики струменя.